# Onda Boa com Ivete
Onda Boa com Ivete é uma série documental lançada em 2022 pelo serviço de streaming HBO Max, dirigido por Kátia Lund e estrelado pela cantora Ivete Sangalo.

## Produção
Ivete assinou com a HBO Max em agosto de 2021 para uma série documental, a qual foi anunciada para a imprensa apenas em 29 de novembro, quando todos os detalhes, como título e convidados, já estavam escolhidos. A intenção do documentário era mostrar o processo criativo de um EP totalmente autoral, do qual Ivete gravaria uma música com cada artista. Além disso, Ivete e os convidados debater iam sobre referências e raízes da música brasileira em um processo similar ao gravado por ela no álbum visual Pode Entrar (2009). Gloria Groove, Vanessa da Mata, Carlinhos Brown, Agnes Nunes e Iza foram os convidados anunciados.
As gravações ocorreram em setembro de 2021, antes mesmo do anúncio. Cada episódio foi lançado uma vez por semana entre 20 de janeiro e 17 de fevereiro de 2022.

## Episódios
| Temporada | Temporada | Episódios | Data                  | Data                    |
| Temporada | Temporada | Episódios | Estreia               | Final                   |
| --------- | --------- | --------- | --------------------- | ----------------------- |
|           | 1         | 5         | 20 de janeiro de 2022 | 17 de fevereiro de 2022 |

Lista
| N.º na série | N.º na temp. | Título                    | Lançamento              |
| --- | ------------ | ------------------------- | ----------------------- |
| 1 | 1            | "Ivete + Gloria Groove"   | 20 de janeiro de 2022   |
| Ivete e Gloria Groove falam sobre liberdade artística e estereótipos na música. O processo criativo de "Onda Poderosa".                        |              |                           |                         |
| 2 | 2            | "Ivete + Vanessa da Mata" | 27 de janeiro de 2022   |
| Ivete e Vanessa da Mata organizam uma festa de São João e falam sobre as raízes da música brasileira. O processo criativo de "Tudo Bateu".     |              |                           |                         |
| 3 | 3            | "Ivete + Carlinhos Brown" | 3 de fevereiro de 2022  |
| Ivete e Carlinhos Brown falam sobre espiritualidade e fazem um sarau de percussão. O processo criativo de "Mexe a Cabeça"                      |              |                           |                         |
| 4 | 4            | "Ivete + Agnes Nunes"     | 10 de fevereiro de 2022 |
| Ivete e Agnes Nunes falam sobre o choque de gerações na música e andam de bicicleta pela fazenda. O processo criativo de "Tudo Vai Dar Certo". |              |                           |                         |
| 5 | 5            | "Ivete + Iza"             | 17 de fevereiro de 2022 |
| Ivete e Iza fazem montam miniaturas e falam sobre referências musicais. O processo criativo de "Salve Baby".                                   |              |                           |                         |

## Números musicais
| N.º | Título                                   | Compositor(es)                                                   | Duração |  |
| 1.  | "Onda Poderosa" (part. Gloria Groove)    | Ivete Sangalo Daniel Garcia Radamés Venâncio Gigi Samir Trindade | 4:14    |  |
| 2.  | "Tudo Bateu" (part. Vanessa da Mata)     | Sangalo Venâncio                                                 | 3:48    |  |
| 3.  | "Mexe a Cabeça" (part. Carlinhos Brown)  | Sangalo Venâncio Gigi Ramon Cruz Trindade                        | 3:38    |  |
| 4.  | "Tudo Vai Dar Certo" (part. Agnes Nunes) | Sangalo Venâncio Gigi Trindade                                   | 3:31    |  |
| 5.  | "Salve Baby" (part. Iza)                 | Sangalo Venâncio Gigi Trindade Liminha                           | 3:51    |  |